# Chevy 500 2003
Chevy 500 2003 var ett race som var den sextonde och sista deltävlingen i IndyCar Series 2003. Racet kördes den 12 oktober på Texas Motor Speedway.

## Bakgrund
Inför säsongens sista tävling hade fem förare chansen att vinna mästerskapet. Tabellen såg ut så här:
| Plats | Förare            | Team                  | Poäng |
| ----- | ----------------- | --------------------- | ----- |
| 1     | Scott Dixon       | Chip Ganassi Racing   | 467   |
| 2     | Hélio Castroneves | Marlboro Team Penske  | 467   |
| 3     | Tony Kanaan       | Andretti Green Racing | 460   |
| 4     | Sam Hornish Jr.   | Panther Racing        | 448   |
| 5     | Gil de Ferran     | Marlboro Team Penske  | 437   |

Dixon ledde över Castroneves i kraft av tre segrar (Homestead, Pikes Peak och Richmond) mot Castroneves två (Gateway och Nazareth). Den av dem som tog flest poäng skulle också vinna kampen mellan dessa två. Trean Kanaan låg sju poäng efter, och för hans del räckte det med seger och att leda flest varv. Han hade dock bara vunnit ett race (Phoenix) under säsongens gång, och därmed skulle en seger inte räcka, förutsatt att endera Dixon eller Castroneves skulle sluta tvåa. Om Castroneves slutade på andra plats skulle de visserligen hamna på samma antal segrar (två stycken), men Castroneves skulle vinna tack vare 5-3 i andraplatser. Skulle Kanaan sluta tvåa skulle han behöva ha både Dixon och Castroneves på fjärde plats (samt att ingen av de bägge lett flest varv) eller sämre. För Hornish var seger nästan ett måste, och samtidigt fick varken Dixon eller Castroneves komma på pallen. Om Hornish vann utan att ha lett flest varv, skulle även en andraplats för Kanaan förhindra att han vann mästerskapet. De Ferrans chanser att vinna titeln var matematiska. Han skulle ta sig förbi Hornish vid seger (om inte Hornish ledde flest varv och blev tvåa). Om han lett flest varv och vunnit skulle han vid ett sådant scenario behövt Kanaan sämre än åtta, och varken Dixon eller Castroneves bland de tio bästa.

## Tävlingen
De Ferran satte kvalrekord för IndyCar Series med 23,5031 sekunder, vilket var 0,0009 sekunder före Dixon. Tävlingen var mycket jämn, och Dixon och Hornish körde sida vid sida i närmare tio varv innan den senare tog överhanden. Hornish råkade sedan ut för problem, och föll tillbaka. Kanaan och Castroneves hade även de mindre lyckade lopp och slutade som varvade. Dixon låg med nio varv kvar bakom Hornish, och var mindre än 22 kilometer från titeln, då en katastrofal krasch skedde i klungan. En olyckshändelse gjorde att Tomas Scheckter och Kenny Bräcks bilar slog ihop, och Bräcks bil gjorde flera saltomortaler och slogs sönder i smådelar, samtidigt som Scheckter fick en hård smäll. Bräck avled nästan av incidenten på platsen, men fördes vid liv (men medvetslös) till sjukhus i Fort Worth. Där genomgick han en mängd nödvändiga operationer för att överleva, och även ett par veckor senare var det inte säkert att han skulle klara sig. Han skulle dock sedermera återhämta sig. Dixons teamkamrat Scheckter klarade sig med mindre blessyrer. De sista varven kördes bakom säkerhetsbilen, och Dixon kunde rulla i mål som tvåa och mästare. De Ferran vann sin sista tävling, men osäkerheten angående Bräcks hälsotillstånd gjorde firandet avslaget. Dixon tog hem titeln med nitton poäng före de Ferran, medan Castroneves klarade av tredjeplatsen.

## Slutresultat
| Plats | Förare            | Team                     | Grid | Kvaltid |
| ----- | ----------------- | ------------------------ | ---- | ------- |
| 1     | Gil de Ferran     | Marlboro Team Penske     | 1    | 23,503  |
| 2     | Scott Dixon       | Chip Ganassi Racing      | 2    | 23,504  |
| 3     | Dan Wheldon       | Andretti Green Racing    | 16   | 23,867  |
| 4     | Vitor Meira       | Team Menard              | 6    | 23,609  |
| 5     | Bryan Herta       | Andretti Green Racing    | 8    | 23,692  |
| 6     | Scott Sharp       | Kelley Racing            | 20   | 24,079  |
| 7     | Tora Takagi       | Mo Nunn Racing           | 11   | 23,756  |
| 8     | Greg Ray          | Access Motorsports       | 13   | 23,813  |
| 9     | Al Unser Jr.      | Kelley Racing            | 17   | 23,969  |
| 10    | Roger Yasukawa    | Fernández Racing         | 15   | 23,854  |
| 11    | Robbie Buhl       | Dreyer & Reinbold Racing | 10   | 23,724  |
| 12    | Sarah Fisher      | Dreyer & Reinbold Racing | 21   | 24,147  |
| 13    | Hélio Castroneves | Marlboro Team Penske     | 5    | 23,607  |
| 14    | Tony Kanaan       | Andretti Green Racing    | 9    | 23,718  |
| 15    | Tomas Scheckter   | Chip Ganassi Racing      | 3    | 23,598  |
| 16    | Kenny Bräck       | Team Rahal               | 7    | 23,649  |
| 17    | Sam Hornish Jr.   | Panther Racing           | 12   | 23,761  |
| 18    | Richie Hearn      | Hemelgarn Racing         | 18   | 23,976  |
| 19    | Felipe Giaffone   | Mo Nunn Racing           | 4    | 23,599  |
| 20    | Alex Barron       | Cheever Racing           | 14   | 23,844  |
| 21    | Ed Carpenter      | Team Menard              | 22   | 24,496  |
| 22    | A.J. Foyt IV      | A.J. Foyt Enterprises    | 19   | 24,078  |